# 唐國泰
唐國泰（1969年1月2日—），中華民國政治人物，中國國民黨籍，出生於高雄市旗山區，祖籍浙江淳安。曾任台中市（省轄市）議員、行政院中部聯合服務中心執行長等職。

## 生平
成長於臺中縣太平鄉，居住在慈光二村（現已拆除），為眷村小孩，眷村拆除後，便與家人搬遷至北屯區居住至今。
就讀嶺東科技大學企業管理科五專，陸續取得朝陽科技大學企業管理系學士、國立雲林科技大學資訊管理研究所碩士、國立政治大學資訊管理研究所博士。
曾於國立台中科技大學、國立勤益科技大學資訊管理學系擔任助理教授、講師。亦擔任國民黨青年部副主任，於台中市議員（北屯區）期間，組織國民黨青年論政聯盟，並擔任總召集人。後續於胡志強競選市長、馬英九總統中部競選辦公室擔當副執行長以及發言人，此後出任行政院中部聯合服務中心執行長、財團法人台灣手工業推廣中心董事長，卸任後成立台灣文創推廣協會並擔任理事長，推廣台灣文創。
曾當選朝陽科技大學第一屆傑出校友。

## 政治經歷
- 2005年以選區最高票當選第十六屆台中市北屯區議員，為台中市首位博士議員。
- 2012年起擔任行政院中部聯合服務中心執行長。
- 2014年6月就任經濟部財團法人台灣手工業推廣中心董事長，推動60餘年老單位改革。經過改革後，獲TripAdvisor評比第5名成績[4]。

## 政績

#### 環境美化
推動工地綠圍籬、LED路燈、大型門牌。名主持人陳文茜亦曾對工地綠圍籬撰文一篇。
推動大坑十號步道、民俗公園再造、閒置眷村公園化。

#### 交通
2008年11月，與台中市政府成功爭取新台幣84億，建設「台中生活圈2號線東段」（即今日台74線東段）北屯二到潭子段，接著銜接國道四號，帶動並改善北屯與大坑交通瓶頸。並提出該路段可以持續延伸至霧峰，銜接國道三號，進一步帶動台中市東部整體發展。
推動臺中市免費公車、公車e化、低底盤公車。
建立台中高鐵站接送分流系統、高鐵巴士，跨部會協調推動台中鐵路高架化及台中新站規劃設計。

#### 農業
推動有機蔬果，開設台中黎明有機農夫市集。首辦創意活動「辦護照送高麗菜」，挽助菜價並協助菜農，打響台中辦護照，提升機關服務績效。

#### 社會學習
創立中台灣領袖學院，與中部院校合辦免費又具專業前瞻性的政務官講座。

## 選舉經歷

### 2005年中華民國縣市長、縣市議員暨鄉鎮市長選舉
| 號次 | 姓名   | 性別 | 出生日期 | 黨籍         | 得票數 | 得票率 | 當選註記 |
| ---- | ------ | ---- | -------- | ------------ | ------ | ------ | -------- |
| 1    | 林晏賢 | 男   | 1951年   | 無           | 83     | 0.08%  |          |
| 2    | 劉春財 | 男   | 1957年   | 中國國民黨   | 5,525  | 5.42%  |          |
| 3    | 楊山池 | 男   | 1959年   | 新黨         | 3,312  | 3.25%  |          |
| 4    | 蔡雅玲 | 女   | 1977年   | 民主進步黨   | 6,750  | 6.62%  |          |
| 5    | 陳建勇 | 男   | 1966年   | 無           | 1,639  | 1.61%  |          |
| 6    | 林士堅 | 男   | 1970年   | 民主進步黨   | 5,245  | 5.14%  |          |
| 7    | 沈佑蓮 | 女   | 1959年   | 親民黨       | 6,115  | 6.00%  |          |
| 8    | 陳清景 | 男   | 1944年   | 中國國民黨   | 7,486  | 7.34%  |          |
| 9    | 賴順仁 | 男   | 1969年   | 中國國民黨   | 7,974  | 7.82%  |          |
| 10   | 陳瑞昌 | 男   | 1976年   | 中國國民黨   | 5,203  | 5.10%  |          |
| 11   | 魏仕諭 | 男   | 1969年   | 無           | 445    | 0.44%  |          |
| 12   | 王岳彬 | 男   | 1960年   | 民主進步黨   | 5,640  | 5.53%  |          |
| 13   | 唐國泰 | 男   | 1969年   | 中國國民黨   | 8,560  | 8.40%  |          |
| 14   | 陳成添 | 男   | 1963年   | 中國國民黨   | 8,192  | 8.04%  |          |
| 15   | 曾朝榮 | 男   | 1961年   | 民主進步黨   | 8,315  | 8.16%  |          |
| 16   | 謝黎芳 | 女   | 1962年   | 中國國民黨   | 3,674  | 3.60%  |          |
| 17   | 林永能 | 男   | 1944年   | 中國國民黨   | 6,245  | 6.13%  |          |
| 18   | 游民哲 | 男   | 1953年   | 中國國民黨   | 6,674  | 6.55%  |          |
| 19   | 張明昌 | 男   | 1947年   | 無           | 1,640  | 1.61%  |          |
| 20   | 張桂榮 | 男   | 1967年   | 台灣團結聯盟 | 3,233  | 3.17%  |          |

## 外部連結
唐國泰的Facebook粉絲專頁
| 中華民國政府職務 | 中華民國政府職務                                                 | 中華民國政府職務 |
| ---------------- | ---------------------------------------------------------------- | ---------------- |
| 行政院           |                                                                  |                  |
| 前任： 侯惠仙    | 行政院中部聯合服務中心執行長 第五任 2012年10月1日－2014年6月16日 | 繼任： 侯惠仙    |